# رؤیای شب نیمه تابستان (فیلم ۲۰۱۷)
رؤیای شب نیمه تابستان (به انگلیسی: A Midsummer Night's Dream) فیلمی محصول سال ۲۰۱۷ و به کارگردانی کیسی وایلدر موت است. در این فیلم بازیگرانی همچون ریچل لی کوک، پاز د لا ورتا، اون جوگیا، فران کرانتس، تد لواین، همیش لینکلیتر، لی‌لی ریب، میا دوی تاد، چریتی ویکفیلد، ساول ویلیامز، فین ویتراک، چارلی کارور، مکس کارور و جاستین لوپ ایفای نقش کرده‌اند.
این فیلم بر پایه داستان رؤیای شب نیمه تابستان نوشته ویلیام شکسپیر ساخته شده است.